# AEGEE
AEGEE – Association des États Généraux des Étudiants de l'Europe (engelsk: European Students’ Forum) – er en europæisk studenterforening, der er åben for studerende fra alle videregående uddannelser.

## Historie
AEGEE blev grundlagt i 1985 i Paris af franskmanden Franck Biancheri og er i dag den største tværfaglige europæiske organisation for studerende med over 13.000 medlemmer i mere end 200 universitetsbyer i over 40 lande overalt i Europa – fra Tyrkiet til Finland, fra Spanien til Rusland.

## Formål
Målet er at fremme kommunikation, forståelse og samarbejde mellem europæiske studerende og på tværs af grænser og forskelligheder. AEGEE er baseret på demokratiske principper og er finansielt uafhængig, og er uden religiøse eller parti-politiske tilhørsforhold. AEGEE er ikke-profitskabende og er baseret på frivillig arbejdskraft og de enkelte medlemmers engagement.

## AEGEE’s struktur
AEGEE har to niveauer: AEGEE-Europe og de lokale afdelinger, kaldet Antenner. Der findes ikke noget nationalt niveau, altså ikke noget "AEGEE-Danmark". AEGEE-København blev grundlagt i 1993, og er én af de ca. 260 lokalforeninger.
AEGEE-Europas bestyrelse, den såkaldte Comité Directeur, består af ni europæiske studerende der til daglig bor og arbejder sammen i et hus i Bruxelles. De vælges på den halvårlige generalforsamling, AGORAen (i foråret).
I det internationale samarbejde er Europa inddelt i regioner. København er med i "Nordic Stars", der inkluderer Skandinavien, Estland, Letland, Litauen og AEGEE-Sankt-Petersburg.

## Arbejdsområder og Fokus
AEGEE har fire primære arbejdsområder som er kulturel udveksling (Cultural Exchange), aktiv borgerpligt (Active Citizenship), højere uddannelse (Higher Education) og fred og stabilitet (Peace & Stability).
Fokusområder: Ungdomsdeltagelse (Youth Participation), knytte Europa tættere sammen (Bridging Europe) og inkludering af minoriteter (Inclusion of Minorities).

## Arbejdsgrupper
AEGEE har flere forskellige arbejdsgrupper som arbejder for at samle AEGEE medlemmer med interesse for politik, miljøet, sport osv.
- Culture Working Group (CWG)
- Educational Working Group (EWG)
- Environmental Working Group (EnWG)
- Human Rights Working Group (HRWG)
- International Politics Working Group (IPWG)
- Sports Working Group (SWG)
- Visa Freedom Working Group (VFWG)

## Udvalg
AEGEE har forskellige udvalg som står for at holde styr på ting som jura, finansielle foretagene, medlemmerne, og de forskellige "antennae". De fire forskellige udvalg er:
- Audit Commission (Finans)
- Juridical Commission (Jura)
- Mediation Commission (Medlemmer)
- Network Commission (Netværk)

## The AEGEEan – AEGEE's Online Magazine
I efteråret 2011 blev AEGEE's Online Magazine "The AEGEEan" lanceret..